# Always at The Carlyle
Always at The Carlyle es un documental de 2018, dirigido por Matthew Miele, que a su vez lo escribió, musicalizado por Earl Rose, en la fotografía estuvo Justin Bare y los protagonistas son Woody Allen, Herb Alpert, Wes Anderson y Anthony Bourdain, entre otros. Esta obra fue realizada por Quixotic Endeavors, se estrenó el 11 de mayo de 2018.

## Sinopsis
El destacado Carlyle Hotel ha sido un destino cosmopolita para un jet set singular, como así también el sitio preferido de los neoyorquinos más distinguidos.